# Living in Danger
"Living in Danger" är en sång inspelad av svenska popgruppen Ace of Base. Den var sjunde och sista singel ut från debutalbumet, Happy Nation. Låten placerade sig på 18:e plats på den brittiska singellistan, och nådde som högst 20:e plats på Billboard Hot 100 i USA 1994. Den toppade också den amerikanska danslistan i december samma år.

## European Music Awards 1994
Ace of Base framförde låten på första MTV Europe Music Awards-galan, som hölls i Tyskland 1994. Ace of Base framförde "Living in Danger" vid Brandenburger Tor i Berlin. De nominerades också i kategorin "Bästa cover" med "Don't Turn Around" detta år.

## Musikvideo
En musikvideo producerades för att marknadsföra singeln. Den regisserades av Matt Broadley. Han regisserade också musikvideorna till "All That She Wants", "Happy Nation" och "Don't Turn Around". 
Musikvideon till "Living in Danger" inleds med de fyra medlemmarna av Ace of Base, som sjunger på olika ställen i en tunnelbanestation. Sedan syns tre människor, två män och en kvinna, rusa mot tunnelbanestationen. Samtidigt sitter en kvinna och säljer biljetter i en kur. Hon känner att ingen ser henne där. På ett tåg antar en kvinna att en främmande man i solglasögon följer henne. Mannen är densamme som anlänt på stationen tidigare. Kvinnan blir skrämd, och försöker ge sig av. Hon hoppar av tåget och faller bakom biljettkuren. Kvinnan i biljettkuren hjälper henne, och erbjuder kaffe. Mannen på tåget är en tidigare pilot. Sedan syns scener från ett krig, där han befinner sig i ett flygplan som angrips, och måste fly i fallskärm. I kriget möter han en präst, och på tåget möter han samma präst igen, och de talar. I slutet av videon syns Joker och Buddha lämna tunnelbanestationen tillsammans. Linn och Jenny står samtidigt i tunnelbanan.

## Låtlistor
- Storbritannien, maxi-CD:

1. Living In Danger (Radio Edit) - 3:10
2. Living In Danger (Old School Mix Short Version) - 3:39
3. Living In Danger (D-House Mix Long Version) - 10:03
4. Living In Danger (New Buddha Version) - 3:35
5. Living In Danger (For The Big Clubs Mix) - 10:15

- USA, Maxi-CD

1. Living In Danger (Radio Remix) - 3:10
2. Living In Danger (Album Version) - 3:19
3. Living In Danger (Old School Mix) - 4:56
4. Living In Danger (D-House Mix) - 10:08
5. Living In Danger (Principle Mix) - 8:50
6. Living In Danger (Buddha Version) - 3:35

## Medverkande
- Sång av Linn Berggren, Jenny Berggren och Ulf Ekberg
- Bakgrundssång av John Ballard
- Skriven av Jonas Berggren och Ulf Ekberg
- Producerad av Tommy Ekman och Per Adebratt
- Pre-Production av Jonas Berggren och Ulf Ekberg, T.O.E.C.
- Inspelad i Tuff Studios, Göteborg

## Listplaceringar
| Listor (1994-1995)                       | Topplacering |
| ---------------------------------------- | ------------ |
| Österrike (Ö3 Austria Top 40)            | 19           |
| Kanada (RPM)                             | 4            |
| Frankrike (SNEP)                         | 36           |
| Tyskland (Media Control Charts)          | 23           |
| Republiken Irland (IRMA)                 | 12           |
| Nederländerna (Nederlandse Top 40)       | 27           |
| Sverige (Sverigetopplistan)              | 28           |
| Schweiz (Schweizer Hitparade)            | 26           |
| Storbritannien (Official Charts Company) | 18           |
| USA, Billboard Hot 100                   | 20           |
| USA, Billboard Hot Dance Club Play       | 1            |
| USA, Billboard Top 40 Mainstream         | 7            |
| USA, Billboard Rhythmic Top 40           | 26           |

### Fotnoter
1. ↑  "Ace of Base - Living in Danger Austriancharts.at" (in German). Ö3 Austria Top 40. Hung Medien.  Retrieved 2011-04-13.
2. 1 2 3 4  Allmusic. Ace of Base | Billboard Singles.